# Durg (district)
Durg is een district van de Indiase staat Chhattisgarh. Het district telt 2.801.757 inwoners (2001) en heeft een oppervlakte van 8542 km².
De hoofdstad is Durg, maar de grootste stad is Bhilai. Deze twee steden met nog een paar kleinere voorsteden vormen een stedelijk gebied met 923,559 inwoners.
Balod · Baloda Bazar · Balrampur · Bastar · Bemetara · Bijapur · Bilaspur · Dantewada · Dhamtari · Durg · Gariaband · Gaurela-Pendra-Marwahi · Janjgir-Champa · Jashpur · Kabirdham · Kanker · Kondagaon · Korba · Koriya · Mahasamund · Mungeli · Narayanpur · Raigarh · Raipur · Rajnandgaon · Sukma · Surajpur · Surguja